# پریش ریچلند (لوئیزیانا)
ریچلند پریش (به انگلیسی: Richland Parish) یک قصبه در ایالات متحده آمریکا است که در لوئیزیانا واقع شده‌است.

## خصوصیات
ریچلند پریش ۱٬۴۶۳٫۳۵ کیلومترمربع مساحت دارد.

## نگارخانه

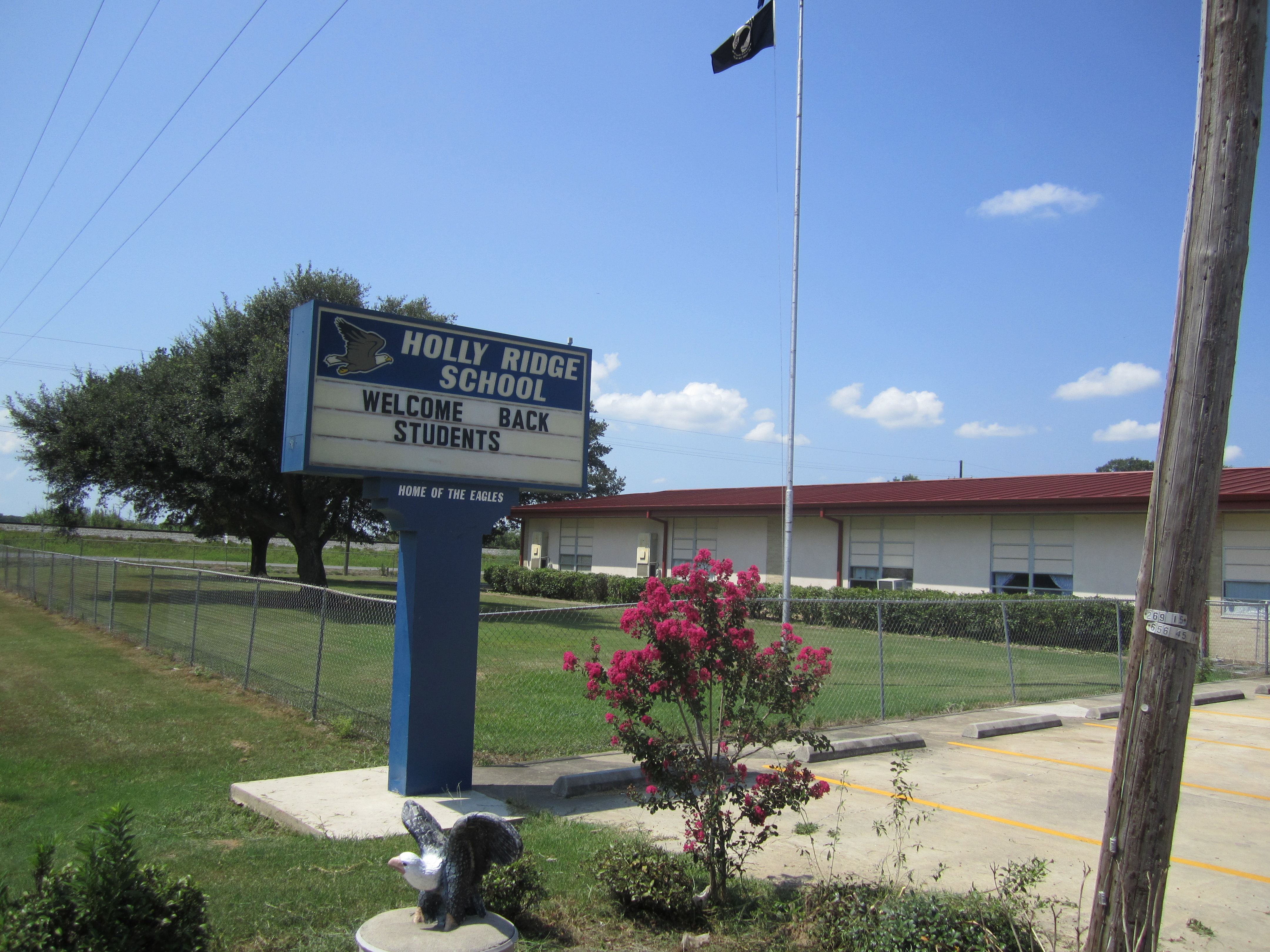
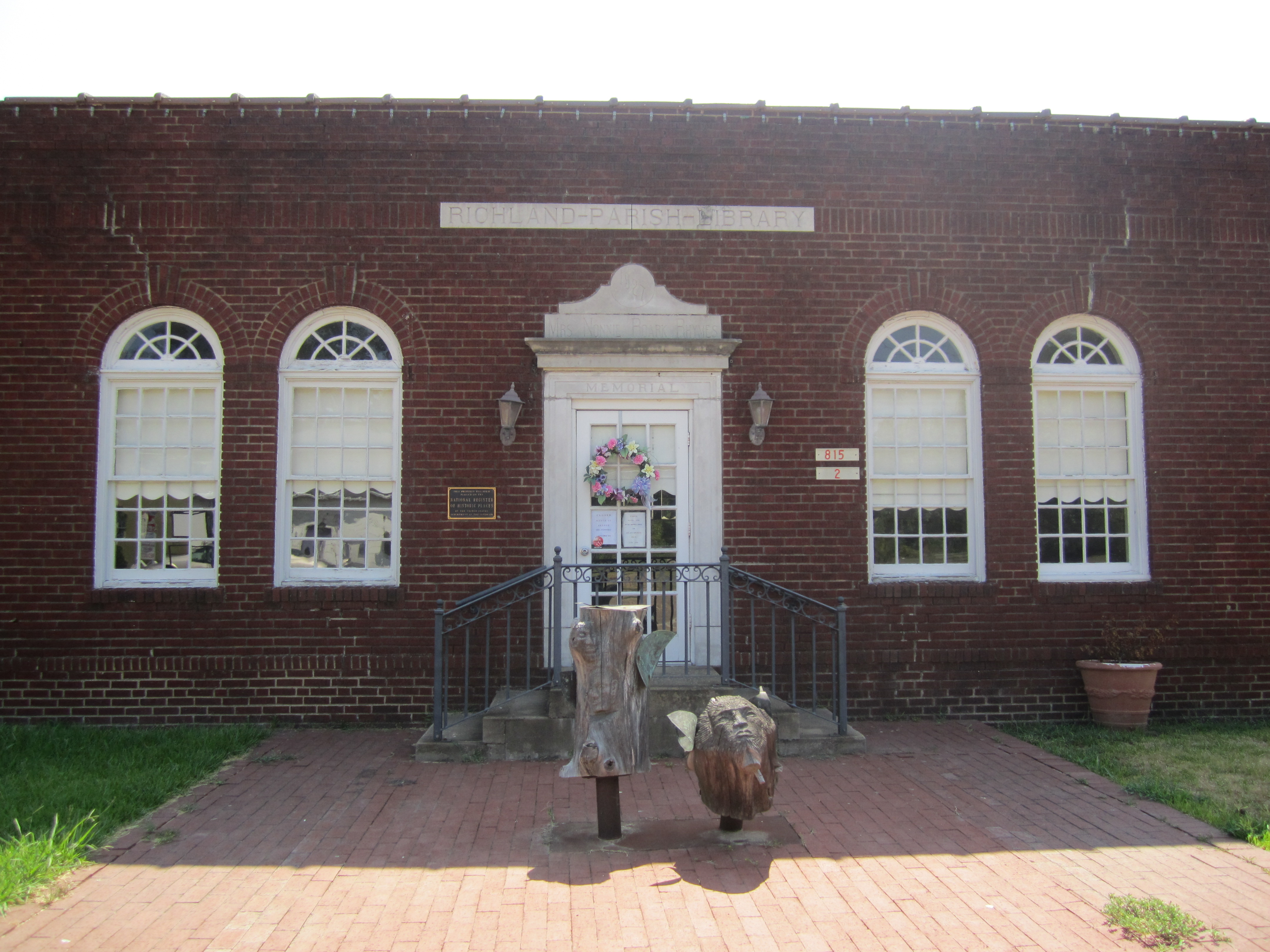
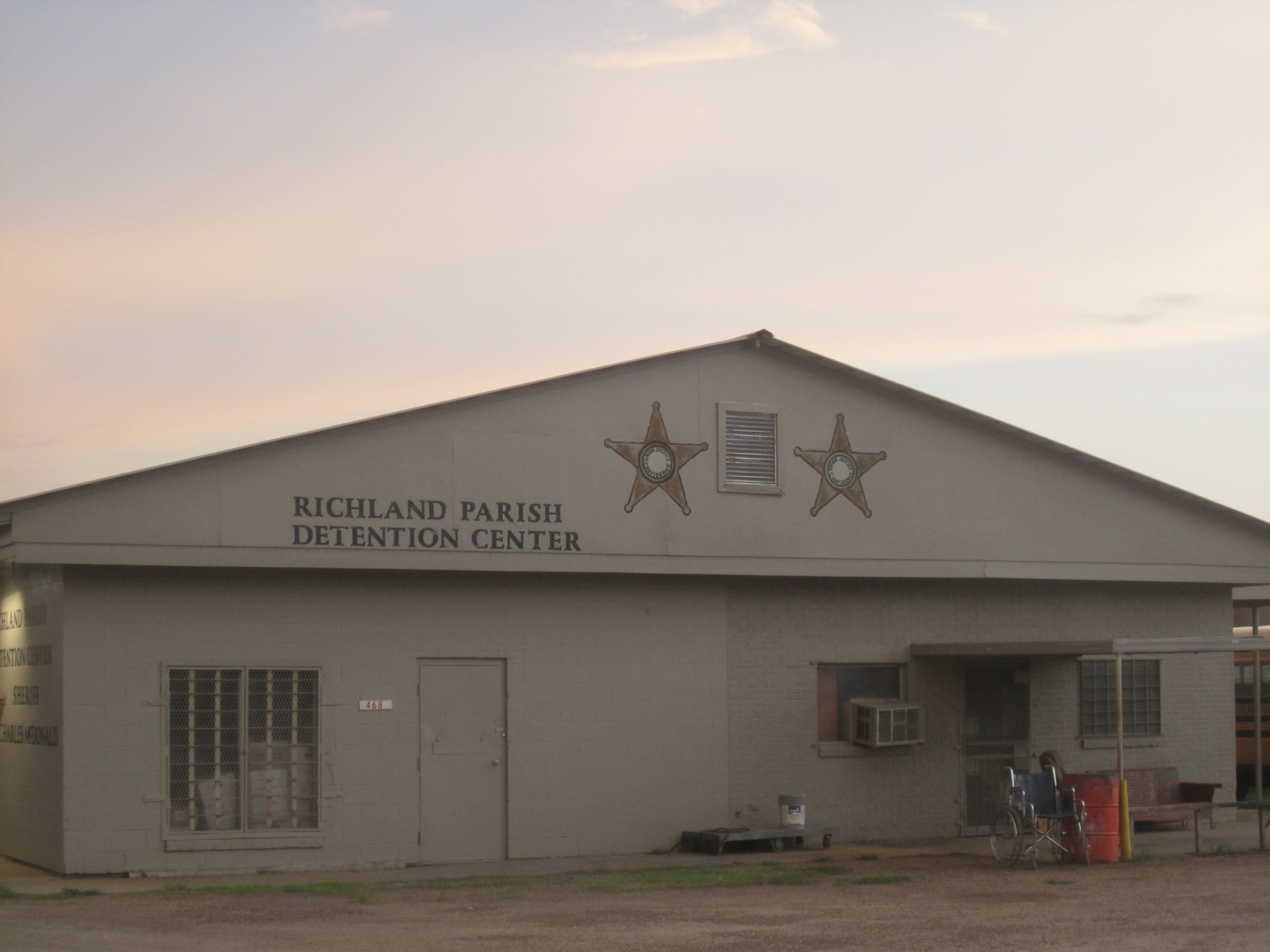